# Кошарка за жене на Летњим олимпијским играма 2024.
Кошаркашки турнир за жене на Летњим олимпијским играма 2024. у Паризу је 21. по реду олимпијски турнир у овом спорту. Такмичење се одржавало у периоду између 28. јула и 11. августа 2024. године. 
Групна (прелиминарна) фаза играла се на Стадиону Пјер Мороа у Лилу док се утакмице елиминационе фазе одржавају у Акор арени у Паризу.
Кошаркашице САД дошле су до златне медаље, пошто су у финалу савладале Францускиње резултатом 67:66 (15:9, 10:16, 20:18, 22:23).  Свакако са је северноамеричка репрезентација била фаворит, али у односу на пандан меч у мушкој категорији, видели смо врло неизвестан меч који се решавао у последњим минутима меча. 

## Систем такмичења
Учествоваће укупно 12 репрезентација подељених у три групе од по четири екипа. По две најбоље пласиране репрезентације из сваке групе наставиће такмичење у четвртфиналу, прави се поредак трећепласираних репрезентација и две боље пласиране иду у четвртфинале, а једна трећепласирана репрезентација ће бити елиминисана као и све четвртопласиране.

## Квалификације
| Начин квалификација                       | Датум                            | Држава    | Број | Квалификанти     |
| ----------------------------------------- | -------------------------------- | --------- | ---- | ---------------- |
| Домаћин такмичења                         | Н/Д                              | Н/Д       | 1    | Француска        |
| Светско првенство у кошарци за жене 2022. | 22. септембар – 1. октобар 2022. | Сиднеј    | 1    | Сједињене Државе |
| Олимпијске квалификације 2024.            | 8–11. фебруар 2024.              | Сијан     | 2    | Кина             |
| Олимпијске квалификације 2024.            | 8–11. фебруар 2024.              | Сијан     | 2    | Порторико        |
| Олимпијске квалификације 2024.            | 8–11. фебруар 2024.              | Антверпен | 2    | Белгија          |
| Олимпијске квалификације 2024.            | 8–11. фебруар 2024.              | Антверпен | 2    | Нигерија         |
| Олимпијске квалификације 2024.            | 8–11. фебруар 2024.              | Белем     | 3    | Аустралија       |
| Олимпијске квалификације 2024.            | 8–11. фебруар 2024.              | Белем     | 3    | Немачка          |
| Олимпијске квалификације 2024.            | 8–11. фебруар 2024.              | Белем     | 3    | Србија           |
| Олимпијске квалификације 2024.            | 8–11. фебруар 2024.              | Шопрон    | 3    | Јапан            |
| Олимпијске квалификације 2024.            | 8–11. фебруар 2024.              | Шопрон    | 3    | Шпанија          |
| Олимпијске квалификације 2024.            | 8–11. фебруар 2024.              | Шопрон    | 3    | Канада           |
| Укупно                                    | Укупно                           | Укупно    | 12   |                  |

## Групна фаза

### Група А
| Поз. | Репрезентација | ИГ | Д | И | П+  | П-  | Разл. | Бод. | Напомене     |
| ---- | -------------- | -- | - | - | --- | --- | ----- | ---- | ------------ |
| 1.   | Шпанија        | 3  | 3 | 0 | 223 | 213 | +10   | 6    | Четвртфинале |
| 2.   | Србија         | 3  | 2 | 1 | 201 | 184 | +17   | 5    | Четвртфинале |
| 3.   | Кина           | 3  | 1 | 2 | 228 | 229 | −1    | 4    | Испадање     |
| 4.   | Порторико      | 3  | 0 | 3 | 175 | 201 | −26   | 3    | Испадање     |

| 28. јул 2024. 13:30 | Извештај | Шпанија                                                       | 90 : 89 | Кина                      | Стадион Пјер Мороа, Лил Гледаоци: 27.021 Судије: Виола Ђорђи, Марипиер Мало, Петер Пракш |  |
| 28. јул 2024. 13:30 | Извештај | Четвртине: 13 : 22, 20 : 15, 20 : 22, 23 : 17, 14 : 13        |         |                           | Стадион Пјер Мороа, Лил Гледаоци: 27.021 Судије: Виола Ђорђи, Марипиер Мало, Петер Пракш |  |
| 28. јул 2024. 13:30 | Извештај | Поени: Густавсон 29 Скокови: Густавсон 8 Асистенције: Касас 8 |         | Јуеру 31 Јуеру 15 Менг 11 | Стадион Пјер Мороа, Лил Гледаоци: 27.021 Судије: Виола Ђорђи, Марипиер Мало, Петер Пракш |  |

| 27. јул 2024. 21:00 | Извештај | Србија                                                            | 58 : 55 | Порторико                              | Стадион Пјер Мороа, Лил Гледаоци: 15.324 Судије: Мај Форсберг, Џејмс Бојер, Јан Дејвидсон |  |
| 27. јул 2024. 21:00 | Извештај | Четвртине: 23 : 15, 20 : 11, 12 : 10, 3 : 19                      |         |                                        | Стадион Пјер Мороа, Лил Гледаоци: 15.324 Судије: Мај Форсберг, Џејмс Бојер, Јан Дејвидсон |  |
| 27. јул 2024. 21:00 | Извештај | Поени: Станковић 15 Скокови: Станковић 10 Асистенције: Андерсон 8 |         | Сан Антонио 11 три играчице 6 Росадо 7 | Стадион Пјер Мороа, Лил Гледаоци: 15.324 Судије: Мај Форсберг, Џејмс Бојер, Јан Дејвидсон |  |

| 31. јул 2024. 11:00 | Извештај | Порторико                                                       | 62 : 63 | Шпанија                                     | Стадион Пјер Мороа, Лил Гледаоци: 23.942 Судије: Андрес Бартел, Марпие Мало, Јевгениј Макхејев |  |
| 31. јул 2024. 11:00 | Извештај | Четвртине: 9 : 18, 16 : 21, 19 : 5, 18 : 19                     |         |                                             | Стадион Пјер Мороа, Лил Гледаоци: 23.942 Судије: Андрес Бартел, Марпие Мало, Јевгениј Макхејев |  |
| 31. јул 2024. 11:00 | Извештај | Поени: Гуирантес 15 Скокови: Холингшед Асистенције: Гуирантес 4 |         | Меган Густафсон 18 Меган Густафсон 13 Ортиз | Стадион Пјер Мороа, Лил Гледаоци: 23.942 Судије: Андрес Бартел, Марпие Мало, Јевгениј Макхејев |  |

| 31. јул 2024. 13:30 | Извештај | Кина                                                            | 59 : 81 | Србија                                             | Стадион Пјер Мороа, Лил Гледаоци: 23.942 Судије: Мартин Вулић, Мај Форсберг, Александер Бојер |  |
| 31. јул 2024. 13:30 | Извештај | Четвртине: 17 : 23, 22 : 22, 11 : 17, 9 : 19                    |         |                                                    | Стадион Пјер Мороа, Лил Гледаоци: 23.942 Судије: Мартин Вулић, Мај Форсберг, Александер Бојер |  |
| 31. јул 2024. 13:30 | Извештај | Поени: Хан, Ванг 11 Скокови: Јуеру 11 Асистенције: Ванг, Јанг 5 |         | Ивон Андерсон 15 Тина Крајишник 11 Ивон Андерсон 6 | Стадион Пјер Мороа, Лил Гледаоци: 23.942 Судије: Мартин Вулић, Мај Форсберг, Александер Бојер |  |

| 3. август 2024. 11:00 | Извештај | Кина                                          | 80 : 58 | Порторико                         | Стадион Пјер Мороа, Лил Гледаоци: 26.595 Судије: Омар Бермудез, Рабах Ноујаим, Марпие Мало |  |
| 3. август 2024. 11:00 | Извештај | Четвртине: 17 : 11, 23 : 18, 22 : 16, 18 : 13 |         |                                   | Стадион Пјер Мороа, Лил Гледаоци: 26.595 Судије: Омар Бермудез, Рабах Ноујаим, Марпие Мало |  |
| 3. август 2024. 11:00 | Извештај | Поени: Ли 18 Скокови: Ху 9 Асистенције: Ли 7  |         | Гуирантес 20 Холингшед 8 Росадо 5 | Стадион Пјер Мороа, Лил Гледаоци: 26.595 Судије: Омар Бермудез, Рабах Ноујаим, Марпие Мало |  |

| 3. август 2024. 13:30 | Извештај | Србија                                                          | 62 : 70 | Шпанија                    | Стадион Пјер Мороа, Лил Гледаоци: 26.595 Судије: Такаки Като, Виола Ђерђи, Јан Дејвидсон |  |
| 3. август 2024. 13:30 | Извештај | Четвртине: 13 : 16, 15 : 21, 10 : 18, 24 : 15                   |         |                            | Стадион Пјер Мороа, Лил Гледаоци: 26.595 Судије: Такаки Като, Виола Ђерђи, Јан Дејвидсон |  |
| 3. август 2024. 13:30 | Извештај | Поени: Андерсон 18 Скокови: Станковић 5 Асистенције: Андерсон 7 |         | Конде 15 Густафсон 9 Хил 7 | Стадион Пјер Мороа, Лил Гледаоци: 26.595 Судије: Такаки Като, Виола Ђерђи, Јан Дејвидсон |  |

### Група Б
| Поз. | Репрезентација | ИГ | Д | И | П+  | П-  | Разл. | Бод. | Напомене     |
| ---- | -------------- | -- | - | - | --- | --- | ----- | ---- | ------------ |
| 1.   | Француска      | 3  | 2 | 1 | 222 | 187 | +35   | 5    | Четвртфинале |
| 2.   | Аустралија     | 3  | 2 | 1 | 211 | 212 | −1    | 5    | Четвртфинале |
| 3.   | Нигерија       | 3  | 2 | 1 | 208 | 207 | +1    | 5    | Четвртфинале |
| 4.   | Канада         | 3  | 0 | 3 | 189 | 224 | -35   | 3    | Испадање     |

| 29. јул 2024. 11:00 | Извештај | Нигерија                                                                      | 75 : 62 | Аустралија                  | Стадион Пјер Мороа, Лил Гледаоци: 24.023 Судије: Ејми Бонер, Рабах Ноујаим, Џена Рено |  |
| 29. јул 2024. 11:00 | Извештај | Четвртине: 18 : 17, 23 : 11, 10 : 19, 24 : 15                                 |         |                             | Стадион Пјер Мороа, Лил Гледаоци: 24.023 Судије: Ејми Бонер, Рабах Ноујаим, Џена Рено |  |
| 29. јул 2024. 11:00 | Извештај | Поени: Калу 19 Скокови: Кунаји-Акпана, Муса 7 Асистенције: Промиз Амукамара 9 |         | Смит 15 Талбот 10 Талбот 12 | Стадион Пјер Мороа, Лил Гледаоци: 24.023 Судије: Ејми Бонер, Рабах Ноујаим, Џена Рено |  |

| 29. јул 2024. 17:15 | Извештај | Канада                                                          | 54 : 75 | Француска                       | Стадион Пјер Мороа, Лил Гледаоци: 20.211 Судије: Борис Крејић, Бланка Брнс, Ариадна Чуека |  |
| 29. јул 2024. 17:15 | Извештај | Четвртине: 18 : 15, 2 : 23, 16 : 15, 18 : 22                    |         |                                 | Стадион Пјер Мороа, Лил Гледаоци: 20.211 Судије: Борис Крејић, Бланка Брнс, Ариадна Чуека |  |
| 29. јул 2024. 17:15 | Извештај | Поени: Коли, Нерс 11 Скокови: Александер 10 Асистенције: Коли 6 |         | Бадијан 13 Бадијан 6 Вилијамс 8 | Стадион Пјер Мороа, Лил Гледаоци: 20.211 Судије: Борис Крејић, Бланка Брнс, Ариадна Чуека |  |

| 1. август 2024. 13:30 | Извештај | Аустралија                                                  | 70 : 65 | Канада                        | Стадион Пјер Мороа, Лил Гледаоци: 20.962 Судије: Андрес Бартел, Рабах Ноујаим, Џена Рено |  |
| 1. август 2024. 13:30 | Извештај | Четвртине: 18 : 16, 20 : 16, 13 : 12, 19 : 21               |         |                               | Стадион Пјер Мороа, Лил Гледаоци: 20.962 Судије: Андрес Бартел, Рабах Ноујаим, Џена Рено |  |
| 1. август 2024. 13:30 | Извештај | Поени: Виткомб 19 Скокови: Талбот 9 Асистенције: Виткомб 10 |         | Карлтон 19 Карлтон 8 Ачонва 8 | Стадион Пјер Мороа, Лил Гледаоци: 20.962 Судије: Андрес Бартел, Рабах Ноујаим, Џена Рено |  |

| 1. август 2024. 17:15 | Извештај | Француска                                                    | 75 : 54 | Нигерија                   | Стадион Пјер Мороа, Лил Гледаоци: 17.483 Судије: Ејми Бонер, Карлос Пералта, Петер Пракш |  |
| 1. август 2024. 17:15 | Извештај | Четвртине: 24 : 20, 14 : 11, 16 : 8, 21 : 15                 |         |                            | Стадион Пјер Мороа, Лил Гледаоци: 17.483 Судије: Ејми Бонер, Карлос Пералта, Петер Пракш |  |
| 1. август 2024. 17:15 | Извештај | Поени: Јоханес 15 Скокови: Бадијан 6 Асистенције: Вилијамс 7 |         | Калу 18 Муса 9 Амукамара 5 | Стадион Пјер Мороа, Лил Гледаоци: 17.483 Судије: Ејми Бонер, Карлос Пералта, Петер Пракш |  |

| 4. август 2024. 13:30 | Извештај | Канада                                                                    | 70 : 79 | Нигерија                            | Стадион Пјер Мороа, Лил Гледаоци: 27.107 Судије: Ејми Бонер, Бијанка Брнс, Ариадна Чуека |  |
| 4. август 2024. 13:30 | Извештај | Четвртине: 18 : 18, 23 : 19, 5 : 23, 24 : 19                              |         |                                     | Стадион Пјер Мороа, Лил Гледаоци: 27.107 Судије: Ејми Бонер, Бијанка Брнс, Ариадна Чуека |  |
| 4. август 2024. 13:30 | Извештај | Поени: Шеј Коли 17 Скокови: Летиција Амихере 11 Асистенције: пет играча 2 |         | Калу 21 Кунаји-Акпана 7 Амукамара 6 | Стадион Пјер Мороа, Лил Гледаоци: 27.107 Судије: Ејми Бонер, Бијанка Брнс, Ариадна Чуека |  |

| 4. август 2024. 21:00 | Извештај | Аустралија                                                         | 79 : 72 | Француска                      | Стадион Пјер Мороа, Лил Гледаоци: 27.193 Судије: Луис Кастиљо, Мај Форсберг, Џена Рено |  |
| 4. август 2024. 21:00 | Извештај | Четвртине: 19 : 17, 15 : 17, 25 : 16, 20 : 22                      |         |                                | Стадион Пјер Мороа, Лил Гледаоци: 27.193 Судије: Луис Кастиљо, Мај Форсберг, Џена Рено |  |
| 4. август 2024. 21:00 | Извештај | Поени: Маџен 18 Скокови: Магбегор, Талбот 6 Асистенције: Виткомб 7 |         | Вилијамс 15 Бадијан 6 Бернис 4 | Стадион Пјер Мороа, Лил Гледаоци: 27.193 Судије: Луис Кастиљо, Мај Форсберг, Џена Рено |  |

### Група Ц
| Поз. | Репрезентација   | ИГ | Д | И | П+  | П-  | Разл. | Бод. | Напомене     |
| ---- | ---------------- | -- | - | - | --- | --- | ----- | ---- | ------------ |
| 1.   | Сједињене Државе | 3  | 3 | 0 | 276 | 218 | +58   | 6    | Четвртфинале |
| 2.   | Немачка          | 3  | 2 | 1 | 226 | 220 | +6    | 5    | Четвртфинале |
| 3.   | Белгија          | 3  | 1 | 2 | 228 | 228 | 0     | 4    | Четвртфинале |
| 4.   | Јапан            | 3  | 0 | 3 | 198 | 262 | −64   | 3    | Испадање     |

| 29. јул 2024. 13:30 | Извештај | Немачка                                                   | 83 : 69 | Белгија                       | Стадион Пјер Мороа, Лил Гледаоци: 20.211 Судије: Мартин Вулић, Карлос Пералта, Јан Дејвидсон |  |
| 29. јул 2024. 13:30 | Извештај | Четвртине: 25 : 11, 21 : 14, 14 : 17, 23 : 27             |         |                               | Стадион Пјер Мороа, Лил Гледаоци: 20.211 Судије: Мартин Вулић, Карлос Пералта, Јан Дејвидсон |  |
| 29. јул 2024. 13:30 | Извештај | Поени: Сабали 17 Скокови: Гилих 7 Асистенције: Петерсон 8 |         | Месеман 25 Линскенс 6 Ванлу 6 | Стадион Пјер Мороа, Лил Гледаоци: 20.211 Судије: Мартин Вулић, Карлос Пералта, Јан Дејвидсон |  |

| 29. јул 2024. 21:00 | Извештај | Сједињене Државе                                         | 102 : 76 | Јапан                                        | Стадион Пјер Мороа, Лил Гледаоци: 13.040 Судије: Луис Кастиљо, Виола Ђорђи, Јевгениј Микхејев |  |
| 29. јул 2024. 21:00 | Извештај | Четвртине: 22 : 15, 28 : 24, 29 : 18, 23 : 19            |          |                                              | Стадион Пјер Мороа, Лил Гледаоци: 13.040 Судије: Луис Кастиљо, Виола Ђорђи, Јевгениј Микхејев |  |
| 29. јул 2024. 21:00 | Извештај | Поени: Вилсон 24 Скокови: Вилсон 13 Асистенције: Греј 13 |          | Такада 24 четири играча 3 Мачида, Јамамото 5 | Стадион Пјер Мороа, Лил Гледаоци: 13.040 Судије: Луис Кастиљо, Виола Ђорђи, Јевгениј Микхејев |  |

| 1. август 2024. 11:00 | Извештај | Јапан                                                   | 64 : 75 | Немачка                                 | Стадион Пјер Мороа, Лил Гледаоци: 20.962 Судије: Гатис Салинш, Виола Ђорђи, Јевгениј Микхејев |  |
| 1. август 2024. 11:00 | Извештај | Четвртине: 16 : 21, 20 : 21, 13 : 17, 15 : 16           |         |                                         | Стадион Пјер Мороа, Лил Гледаоци: 20.962 Судије: Гатис Салинш, Виола Ђорђи, Јевгениј Микхејев |  |
| 1. август 2024. 11:00 | Извештај | Поени: Такада 15 Скокови: Акахо 8 Асистенције: Мачида 9 |         | Сабали 33 Гилих, Гајзелседер 10 Фибих 6 | Стадион Пјер Мороа, Лил Гледаоци: 20.962 Судије: Гатис Салинш, Виола Ђорђи, Јевгениј Микхејев |  |

| 1. август 2024. 21:00 | Извештај | Белгија                                                               | 74 : 87 | Сједињене Државе               | Стадион Пјер Мороа, Лил Гледаоци: 25.044 Судије: Војћех Лиска, Луис Кастиљо, Ариадна Чуека |  |
| 1. август 2024. 21:00 | Извештај | Четвртине: 23 : 23, 15 : 23, 15 : 14, 21 : 27                         |         |                                | Стадион Пјер Мороа, Лил Гледаоци: 25.044 Судије: Војћех Лиска, Луис Кастиљо, Ариадна Чуека |  |
| 1. август 2024. 21:00 | Извештај | Поени: Месеман 24 Скокови: Делаере, Линскенс 5 Асистенције: Делаере 8 |         | Стјуарт 26 Вилсон 13 Јонеску 5 | Стадион Пјер Мороа, Лил Гледаоци: 25.044 Судије: Војћех Лиска, Луис Кастиљо, Ариадна Чуека |  |

| 4. август 2024. 11:00 | Извештај | Јапан                                                              | 58 : 85 | Белгија                      | Стадион Пјер Мороа, Лил Гледаоци: 25.134 Судије: Борис Крејић, Војћех Лиска, Петер Пракш |  |
| 4. август 2024. 11:00 | Извештај | Четвртине: 7 : 19, 16 : 20, 16 : 22, 19 : 24                       |         |                              | Стадион Пјер Мороа, Лил Гледаоци: 25.134 Судије: Борис Крејић, Војћех Лиска, Петер Пракш |  |
| 4. август 2024. 11:00 | Извештај | Поени: Хакајаши 13 Скокови: Акахо5 Асистенције: Мачида, Мијазаки 4 |         | Месеман 30 Месеман 11 Меси 7 | Стадион Пјер Мороа, Лил Гледаоци: 25.134 Судије: Борис Крејић, Војћех Лиска, Петер Пракш |  |

| 4. август 2024. 17:15 | Извештај | Немачка                                                         | 68 : 87 | Сједињене Државе                      | Стадион Пјер Мороа, Лил Гледаоци: 25.844 Судије: Хулио Анаја, Гатис Салинш, Виола Ђерђи |  |
| 4. август 2024. 17:15 | Извештај | Четвртине: 19 : 16, 10 : 25, 17 : 28, 22 : 18                   |         |                                       | Стадион Пјер Мороа, Лил Гледаоци: 25.844 Судије: Хулио Анаја, Гатис Салинш, Виола Ђерђи |  |
| 4. август 2024. 17:15 | Извештај | Поени: Сабали 18 Скокови: Гајзелседер 8 Асистенције: Петерсон 4 |         | Јанг 19 Нафиза Колијер 7 три играча 5 | Стадион Пјер Мороа, Лил Гледаоци: 25.844 Судије: Хулио Анаја, Гатис Салинш, Виола Ђерђи |  |

### Поредак трећепласираних
| Поз. | Репрезентација | ИГ | Д | И | П+  | П-  | Разл. | Бод. | Напомене     |
| ---- | -------------- | -- | - | - | --- | --- | ----- | ---- | ------------ |
| 1.   | Нигерија       | 3  | 2 | 1 | 208 | 207 | +1    | 5    | Четвртфинале |
| 2.   | Белгија        | 3  | 1 | 2 | 228 | 228 | 0     | 4    | Четвртфинале |
| 3.   | Кина           | 3  | 1 | 2 | 228 | 229 | −1    | 4    |              |

## Елиминациона фаза
|  | Четвртфинале     | Четвртфинале     |                  |    | Полуфинале  | Полуфинале  |  |  | Финале | Финале |
|  |                  |                  |                  |    |             |             |  |  |        |        |
|  | 7. август        |                  |                  |    |             |             |  |  |        |        |
|  |                  |                  |                  |    |             |             |  |  |        |        |
|  | Немачка          | 71               |                  |    |             |             |  |  |        |        |
|  | Немачка          | 71               | 9. август        |    |             |             |  |  |        |        |
|  | Француска        | 84               |                  |    |             |             |  |  |        |        |
|  | Француска        | 84               | Француска        | 81 |             |             |  |  |        |        |
|  | 7. август        |                  | Француска        | 81 |             |             |  |  |        |        |
|  |                  | Белгија          | 75               |    |             |             |  |  |        |        |
|  | Шпанија          | Белгија          | 75               | 66 |             |             |  |  |        |        |
|  | Шпанија          |                  | 11. август       | 66 |             |             |  |  |        |        |
|  | Белгија          | 79               |                  |    |             |             |  |  |        |        |
|  | Белгија          | 79               | Француска        | 66 |             |             |  |  |        |        |
|  | 7. август        |                  | Француска        | 66 |             |             |  |  |        |        |
|  |                  | Сједињене Државе | 67               |    |             |             |  |  |        |        |
|  | Нигерија         | Сједињене Државе | 67               | 74 |             |             |  |  |        |        |
|  | Нигерија         | 9. август        |                  | 74 |             |             |  |  |        |        |
|  | Сједињене Државе | 88               |                  |    |             |             |  |  |        |        |
|  | Сједињене Државе | 88               | Сједињене Државе | 85 |             |             |  |  |        |        |
|  | 7. август        |                  | Сједињене Државе | 85 |             |             |  |  |        |        |
|  |                  | Аустралија       | 64               |    | Треће место | Треће место |  |  |        |        |
|  | Србија           | Аустралија       | 64               | 67 | Треће место | Треће место |  |  |        |        |
|  | Србија           |                  | 11. август       | 67 |             |             |  |  |        |        |
|  | Аустралија       | 85               |                  |    |             |             |  |  |        |        |
|  | Аустралија       | 85               | Белгија          | 81 |             |             |  |  |        |        |
|  |                  |                  |                  |    |             |             |  |  |        |        |
|  | Аустралија       | 85               |                  |    |             |             |  |  |        |        |
|  | Аустралија       | 85               |                  |    |             |             |  |  |        |        |

### Четвртфинале
| 7. август 2024. 11:00 | Извештај | Србија                                                         | 67 : 85 | Аустралија                | Акор арена, Париз Гледаоци: 12.337 Судије: Мартин Вулић, Ариадна Чуека, Јевгениј Микхејев |  |
| 7. август 2024. 11:00 | Извештај | Четвртине: 19 : 26, 11 : 22, 18 : 24, 19 : 13                  |         |                           | Акор арена, Париз Гледаоци: 12.337 Судије: Мартин Вулић, Ариадна Чуека, Јевгениј Микхејев |  |
| 7. август 2024. 11:00 | Извештај | Поени: Ногић 17 Скокови: Раца 7 Асистенције: Андерсон, Ногић 5 |         | Смит 22 Смит 13 Мелбурн 5 | Акор арена, Париз Гледаоци: 12.337 Судије: Мартин Вулић, Ариадна Чуека, Јевгениј Микхејев |  |

| 7. август 2024. 14:30 | Извештај | Шпанија                                                            | 66 : 79 | Белгија                                        | Акор арена, Париз Гледаоци: 11.852 Судије: Метју Калио, Џена Рено, Марпије Мало |  |
| 7. август 2024. 14:30 | Извештај | Четвртине: 26 : 26, 11 : 22, 12 : 19, 17 : 12                      |         |                                                | Акор арена, Париз Гледаоци: 11.852 Судије: Метју Калио, Џена Рено, Марпије Мало |  |
| 7. август 2024. 14:30 | Извештај | Поени: Густафсон 21 Скокови: Густафсон 7 Асистенције: Хил, Ортиз 3 |         | Линскенс, Месеман 19 Месеман 9 Деларе, Ванлу 7 | Акор арена, Париз Гледаоци: 11.852 Судије: Метју Калио, Џена Рено, Марпије Мало |  |

| 7. август 2024. 18:00 | Извештај | Немачка                                                           | 71 : 84 | Француска                        | Акор арена, Париз Гледаоци: 12.399 Судије: Ејми Бонер, Карлос Пералта, Бланка Брнс |  |
| 7. август 2024. 18:00 | Извештај | Четвртине: 19 : 23, 14 : 22, 16 : 21, 22 : 18                     |         |                                  | Акор арена, Париз Гледаоци: 12.399 Судије: Ејми Бонер, Карлос Пералта, Бланка Брнс |  |
| 7. август 2024. 18:00 | Извештај | Поени: Сабали 20 Скокови: Сабали13 Асистенције: Фибих, Петерсон 3 |         | Јоханес 24 Вилијамс 6 Вилијамс 5 | Акор арена, Париз Гледаоци: 12.399 Судије: Ејми Бонер, Карлос Пералта, Бланка Брнс |  |

| 7. август 2024. 21:30 | Извештај | Нигерија                                                         | 74 : 88 | Сједињене Државе            | Акор арена, Париз Гледаоци: 12.437 Судије: Виола Ђерђи, Хуан Фернандез, Јан Дејвидсон |  |
| 7. август 2024. 21:30 | Извештај | Четвртине: 17 : 26, 16 : 26, 15 : 24, 26 : 12                    |         |                             | Акор арена, Париз Гледаоци: 12.437 Судије: Виола Ђерђи, Хуан Фернандез, Јан Дејвидсон |  |
| 7. август 2024. 21:30 | Извештај | Поени: Амукамара 19 Скокови: Кунаји-Акпана 8 Асистенције: Калу 7 |         | Вилсон 20 Вилсон 11 Томас 6 | Акор арена, Париз Гледаоци: 12.437 Судије: Виола Ђерђи, Хуан Фернандез, Јан Дејвидсон |  |

### Полуфинале
| 9. август 2024. 17:30 | Извештај | Сједињене Државе                                           | 85 : 64 | Аустралија                    | Акор арена, Париз Гледаоци: 11.919 Судије: Гатис Салинш, Виола Ђорђи, Петер Пракш |  |
| 9. август 2024. 17:30 | Извештај | Четвртине: 20 : 16, 25 : 11, 21 : 13, 19 : 24              |         |                               | Акор арена, Париз Гледаоци: 11.919 Судије: Гатис Салинш, Виола Ђорђи, Петер Пракш |  |
| 9. август 2024. 17:30 | Извештај | Поени: Јанг 14 Скокови: Вилсон 8 Асистенције: три играча 5 |         | Борлаз 11 Смит 7 три играча 3 | Акор арена, Париз Гледаоци: 11.919 Судије: Гатис Салинш, Виола Ђорђи, Петер Пракш |  |

| 9. август 2024. 21:00 | Извештај | Француска                                                            | 81 : 75 | Белгија                            | Акор арена, Париз Гледаоци: 12.389 Судије: Луис Кастиљо, Такаки Като, Ариадна Чуека |  |
| 9. август 2024. 21:00 | Извештај | Четвртине: 14 : 17, 17 : 19, 17 : 15, 18 : 15, 15:9                  |         |                                    | Акор арена, Париз Гледаоци: 12.389 Судије: Луис Кастиљо, Такаки Като, Ариадна Чуека |  |
| 9. август 2024. 21:00 | Извештај | Поени: Вилијамс 18 Скокови: Бадијан, Руперт 7 Асистенције: Јоханес 5 |         | Месеман 19 Месеман 14 три играча 6 | Акор арена, Париз Гледаоци: 12.389 Судије: Луис Кастиљо, Такаки Като, Ариадна Чуека |  |

### Утакмица за треће место
| 11. август 2024. 11:30 | Извештај | Белгија                                                  | 81 : 85 | Аустралија                        | Акор арена, Париз Гледаоци: 11.968 Судије: Ејми Бонер, Бланка Брнс, Џена Рено |  |
| 11. август 2024. 11:30 | Извештај | Четвртине: 19 : 20, 17 : 17, 25 : 23, 20 : 25            |         |                                   | Акор арена, Париз Гледаоци: 11.968 Судије: Ејми Бонер, Бланка Брнс, Џена Рено |  |
| 11. август 2024. 11:30 | Извештај | Поени: Ванло 26 Скокови: Лискенс 8 Асистенције: Ванло 11 |         | Магбегор 30 Магбегор 13 Мелбурн 7 | Акор арена, Париз Гледаоци: 11.968 Судије: Ејми Бонер, Бланка Брнс, Џена Рено |  |

### Финале
| 11. август 2024. 15:30 | Извештај | Француска                                                     | 66 : 67 | Сједињене Државе                 | Акор арена, Париз Гледаоци: 12.126 Судије: Борис Крејић, Виола Ђорђи, Мартин Вулић |  |
| 11. август 2024. 15:30 | Извештај | Четвртине: 9 : 15, 16 : 10, 18 : 20, 23 : 22                  |         |                                  | Акор арена, Париз Гледаоци: 12.126 Судије: Борис Крејић, Виола Ђорђи, Мартин Вулић |  |
| 11. август 2024. 15:30 | Извештај | Поени: Вилијамс 19 Скокови: Вилијамс 7 Асистенције: Бадијан 3 |         | Вилсон 21 Вилсон 13 Греј, Плам 4 | Акор арена, Париз Гледаоци: 12.126 Судије: Борис Крејић, Виола Ђорђи, Мартин Вулић |  |

| 2. место Француска | Победник Олимпијског турнира у кошарци за жене 2024. године САД 10. титула | 3. место Аустралија |

## Коначан пласман
| Позиција                   | Репрезентација   | ОУ | П  | ПО | КД   | КП   | КР  |
| -------------------------- | ---------------- | -- | -- | -- | ---- | ---- | --- |
| Финале                     |                  |    |    |    |      |      |     |
|                            | Сједињене Државе | 6  | 6  | 0  | 516  | 422  | +94 |
|                            | Француска        | 6  | 4  | 2  | 453  | 400  | +53 |
| Елиминисани у полуфиналу   |                  |    |    |    |      |      |     |
|                            | Аустралија       | 6  | 4  | 2  | 445  | 445  | 0   |
| 4.                         | Белгија          | 6  | 2  | 4  | 463  | 460  | +3  |
| Елиминисани у четвртфиналу |                  |    |    |    |      |      |     |
| 5.                         | Шпанија          | 4  | 3  | 1  | 289  | 292  | -3  |
| 6.                         | Србија           | 4  | 2  | 2  | 268  | 269  | -1  |
| 7.                         | Немачка          | 4  | 2  | 2  | 297  | 304  | -7  |
| 8.                         | Нигерија         | 4  | 2  | 2  | 282  | 295  | -13 |
| Елиминисани у групној фази |                  |    |    |    |      |      |     |
| 9.                         | Кина             | 3  | 1  | 2  | 228  | 229  | -1  |
| 10.                        | Порторико        | 3  | 0  | 3  | 175  | 201  | -26 |
| 11.                        | Канада           | 3  | 0  | 3  | 189  | 224  | -35 |
| 12.                        | Јапан            | 3  | 0  | 3  | 198  | 262  | -64 |
|                            | Укупно           | 52 | 26 | 26 | 3803 | 3803 | 0   |

## Статистика

### Играчице
Извор:
| Играчица        | КПУ  |
| --------------- | ---- |
| Ема Месеман     | 23,3 |
| Сату Сабали     | 18,8 |
| Аја Вилсон      | 18,7 |
| Езине Калу      | 18,5 |
| Меган Густафсон | 18,0 |

| Играчица        | СПУ  |
| --------------- | ---- |
| Ли Јеуру        | 11,0 |
| Аја Вилсон      | 10,2 |
| Меган Густафсон | 9,3  |
| Миа Холинсхед   | 8,7  |
| Алана Смит      | 8,0  |

| Играчица      | АПУ |
| ------------- | --- |
| Џули Ванлу    | 6,8 |
| Ивон Андерсон | 6,5 |
| Ли Менг       | 6,0 |
| Јанг Ливеи    | 6,0 |
| Руи Мачида    | 6,0 |

| Играчица          | БПУ |
| ----------------- | --- |
| Аја Вилсон        | 2,7 |
| Ема Месеман       | 2,5 |
| Брана Стјуарт     | 1,7 |
| Ези Магберог      | 1,5 |
| Драгана Станковић | 1,3 |
| Кјара Линскенс    | 1,3 |
| Маријем Бадијан   | 1,3 |

| Играчица            | УЛПУ |
| ------------------- | ---- |
| Тринити Сан Антонио | 3,0  |
| Промис Амукарама    | 3,0  |
| Геби Вилијамс       | 2,8  |
| Ивон Андерсон       | 2,5  |
| Езине Калу          | 2,5  |
| Леони Фибич         | 2,5  |

| Играчица        | ЕПУ  |
| --------------- | ---- |
| Ема Месеман     | 28,5 |
| Аја Вилсон      | 25,7 |
| Меган Густафсон | 23,0 |
| Ли Хеуру        | 21,7 |
| Бреана Стјуарт  | 20,3 |

### Екипе
Извор:
| Екипа            | Просек |
| ---------------- | ------ |
| Сједињене Државе | 86,0   |
| Белгија          | 77,2   |
| Кина             | 76,0   |
| Француска        | 75,5   |
| Немачка          | 74,3   |

| Екипа            | Просек |
| ---------------- | ------ |
| Сједињене Државе | 47,5   |
| Кина             | 42,7   |
| Аустралија       | 40,2   |
| Канада           | 39,7   |
| Немачка          | 39,3   |

| Екипа            | Просек |
| ---------------- | ------ |
| Сједињене Државе | 27,7   |
| Белгија          | 24,2   |
| Кина             | 24,0   |
| Аустралија       | 21,3   |
| Шпанија          | 20,8   |

| Екипа            | Просек |
| ---------------- | ------ |
| Сједињене Државе | 6,0    |
| Белгија          | 5,2    |
| Француска        | 4,2    |
| Аустралија       | 3,7    |
| Канада           | 3,0    |

| Екипа     | Просек |
| --------- | ------ |
| Нигерија  | 12,0   |
| Француска | 11,7   |
| Србија    | 11,5   |
| Шпанија   | 9,5    |
| Порторико | 8,7    |

| Екипа            | Просек |
| ---------------- | ------ |
| Сједињене Државе | 115,8  |
| Белгија          | 92,7   |
| Кина             | 89,0   |
| Аустралија       | 88,2   |
| Француска        | 86,2   |

## Награде
Награде за најбоље играчице су објављене 11. августа од стране ФИБА-е.
| Најбоља петорка                                     | Најбоља петорка                                     | Најбоља петорка |
| Крила                                               | Крила                                               | Центар          |
| --------------------------------------------------- | --------------------------------------------------- | --------------- |
| Бреана Стјуарт Геби Вилијамс Алана Смит Ема Месеман | Бреана Стјуарт Геби Вилијамс Алана Смит Ема Месеман | Аја Вилсон      |
| Друга петорка                                       |                                                     |                 |
| Бекови                                              | Крила                                               | Центар          |
| Езине Калу Жули Ванлу                               | Сату Сабали Валеријана Ајају                        | Ези Магбегор    |
| МВП: Аја Вилсон                                     |                                                     |                 |
| Звезда у успону: Џејд Мелбурн                       |                                                     |                 |
| Најбоља одбрамбена играчица: Геби Вилијамс          |                                                     |                 |
| Најбољи тренер: Рена Вакама                         |                                                     |                 |